# هرب آلپرت
هرب آلپرت (انگلیسی: Herb Alpert؛ زاده ۳۱ مارس ۱۹۳۵) یک موسیقی‌دان اهل ایالات متحده آمریکا است.